# Черепашки выходят на поверхность
«Rise of the Turtles» (с англ. — «Черепашки выходят на поверхность») — первая и вторая серия первого сезона анимационного мультсериала «Черепашки-ниндзя», который вышел в 2012 году. Премьера состоялась на Nickelodeon 29 сентября 2012 года, а в России 25 ноября 2012 года.
Черепашки-ниндзя поднимаются на поверхность из канализации впервые после мутации и становятся свидетелями того, как раса мозгоподобных пришельцев — Крэнги с роботизированными телами, захватывают Эйприл О’Нил и её отца Кирби. Черепашки-ниндзя пытаются спасти О’Нилов, узнав, что странная зелёная слизь, которой обладают Крэнги, хранят много секретов которые, связаны с их мутациями.

## Сюжет

### Часть 1
После тренировки Черепашек-Ниндзя Сплинтер и Черепашки-Ниндзя празднуют свою 15-ю годовщину мутации. Сплинтер рассказывает им историю о том, как они появились. После рассказа Черепашки-Ниндзя убеждают Сплинтера позволить им отправиться на поверхность.
Совершив путешествие из канализации впервые после мутации, Черепашки-Ниндзя становятся свидетелями того, как Эйприл О’Нил и её отец Кирби попадают в плен к Крэнгам. Донателло влюбляется в Эйприл, и делает решение, что Черепашки-Ниндзя должны спасти Эйприл и её Кирби. Черепашки-Ниндзя вступают в битву с Крэнгами, но по результатам проигрывают. В результате Крэнги сбегают, а Эйприл и Кирби становятся пленниками Крэнгов.
Вернувшись в логово, Сплинтер соглашается, что Черепашки-Ниндзя должны спасти Эйприл и Кирби. Сплинтер выбирает Леонардо в качестве лидера команды, Рафаэлю не понравился выбор Сплинтера.

### Часть 2
В поисках Эйприл и Кирби Черепашки-Ниндзя встречают Снейка, который работает на Крэнгов. Рафаэль угрожает облить его мутагеном, если он не расскажет Черепашкам-Ниндзя информацию о Крэнгах. Снейк рассказывает им все, что знает, прежде чем Микеланджело случайно позволяет ему сбежать. В канализации Сплинтер говорит Леонардо, что неудача — это возможность, с которой должен столкнуться каждый лидер, и рассказывает ему историю о том, как он и Ороку Саки (Шреддер) когда-то были друзьями, но стали врагами.
Черепашки-Ниндзя находят Крэнгов. В результате Снейк случайно получает мутагенную слизь. Он становится мутировавшим растением. Черепашки-Ниндзя проникают на территорию Крэнга и начинают сражаться с ними, но прежде чем они успевают добраться до Эйприл и Кирби, они встречают Снейка в его мутантной форме, которого Микеланджело называет «Змейквьюн». Змейквьюн стремится отомстить Черепашкам-Ниндзя за его мутацию и они продолжают сражаться с ним. Донателло продолжает пытаться спасти Эйприл и Кирби, в то время как Леонардо, Рафаэль и Микеланджело продолжают сражаться со Змейквьюном. Донателло удаётся спасти Эйприл, но Крэнги улетают вместе с Кирби. Змейквьюн взрывается и Черепашки-Ниндзя вместе с Эйприл убегают от Крэнгов. Однако сердце Змейквьюна снова начинает биться, что указывает на то, что это не последний раз, когда они его видят.

## Отзывы
Макс Николсон из IGN дал серии оценку 8,5 звёзд из 10, заявив, что «сцены действий плавные, динамичные и захватывающие, а сцены с большим количеством диалогов обычно приправлены развлекательным фарсом». Рецензент сайта Toon Zone Грант Уайт дал положительный отзыв об эпизоде, сказав: «Хотя мне понравилась эта премьера, меня устроило не всё. Есть некоторые части сценария и анимации которые кажутся плохими, они иногда накладывались друг на друга». Мэтт Эдвардс из Den of Geek высказал мнение, что этот эпизод «отполирован и отлично исполнен». Эдвардс похвалил эпизод за баланс комедии и действия, сказав: «Это очень сильное начало сериала, и я обнаружил, что пересматриваю его снова. Часто».

## Рейтинги
Первый показ эпизода смотрели 3,9 миллионов человек в Соединённых Штатах Америке